# Кизатов, Жалел Кизатович
Жалел Кизатович Кизатов (каз. Жәлел Қизатұлы Қизатов; 1920—1999) — капитан Рабоче-крестьянской Красной Армии, участник Великой Отечественной войны, Герой Советского Союза (1944).

## Биография
Родился 9 октября 1920 года в селе Булак (ныне — Есильский район Северо-Казахстанской области Казахстана). Происходит из рода уак.
В 1940 году окончил три курса сельскохозяйственного техникума. В том же году он был призван на службу в Рабоче-крестьянскую Красную Армию. С сентября 1941 года — на фронтах Великой Отечественной войны. В 1942 году Кизатов окончил курсы младших лейтенантов.
К сентябрю 1943 года гвардии лейтенант Жалел Кизатов командовал взводом управления батареи 154-го гвардейского артиллерийского полка 76-й гвардейской стрелковой дивизии 61-й армии Центрального фронта. Отличился во время битвы за Днепр.
28 сентября 1943 года Кизатов одним из первых переправился через Днепр в районе села Мысы Репкинского района Черниговской области Украинской ССР и произвёл разведку системы ведения огня в немецкой обороне, после чего до 3 октября успешно корректировал артиллерийский огонь.
Указом Президиума Верховного Совета СССР «О присвоении звания Героя Советского Союза генералам, офицерскому, сержантскому и рядовому составу Красной Армии» от 15 января 1944 года за «образцовое выполнение боевых заданий командования по форсированию реки Днепр и проявленные при этом мужество и героизм» гвардии лейтенант Жалел Кизатов был удостоен высокого звания Героя Советского Союза с вручением ордена Ленина и медали «Золотая Звезда».
В 1945 году окончил Высшую офицерскую артиллерийскую школу. В том же году в звании капитана уволен в запас.
Проживал в Кзыл-Орде, находился на партийной и хозяйственной работе. В 1952 году окончил партийную школу при ЦК КП Казахской ССР, в 1969 году — Целиноградский сельскохозяйственный институт. До выхода на пенсию работал начальником Кзыл-Ординского областного производственного управления хлебопродуктов.
Умер в 1999 году, похоронен в Кзыл-Орде.
Был награждён двумя орденами Ленина, орденом Отечественной войны 1-й степени, тремя орденами Трудового Красного Знамени и рядом медалей.
В честь Кизатова установлены его бюсты в селе Покровка Есильского района, где он учился в сельскохозяйственном техникуме, и на могиле в Кзыл-Орде.